# Elecciones estatales de Sinaloa de 1986
Las elecciones estatales de Sinaloa de 1986 se llevaron a cabo el domingo 26 de octubre de 1986, y en ellas se renovaron los siguientes cargos de elección popular en el estado mexicano de Sinaloa:
- Gobernador de Sinaloa. Titular del Poder Ejecutivo del estado, electo para un periodo de seis años no reelegibles en ningún caso, el candidato electo fue Francisco Labastida Ochoa, aunque bajo sospechas de fraude electoral.
- 18 ayuntamientos. Compuestos por un Presidente Municipal y regidores, electos para un periodo de tres años no reelegibles para el periodo inmediato.
- Diputados al Congreso del Estado. Electos por mayoría relativa en cada uno de los Distrito Electorales y 18 de Representación Proporcional.

## Resultados electorales

### Gobernador
|  | 66.66 % |

|  | 27.98 % |

|  | 1.68 % |

|  | 2.50 % |

|  | 100.00 % |

### Ayuntamientos
|                                               | Partido Acción Nacional                     | 0  |
|                                               | Partido Revolucionario Institucional        | 18 |
|                                               | Partido Auténtico de la Revolución Mexicana | 0  |
|                                               | Partido Mexicano Socialista                 | 0  |
|                                               | Partido Popular Socialista                  | 0  |
|                                               | Partido Socialista de los Trabajadores      | 0  |
|                                               | Movimiento Popular Sinaloense               | 0  |
| Fuente: Instituto de Mercadotecnia y Opinión. |                                             |    |

#### Culiacán
- Ernesto Millán Escalante  Hecho

#### Guamúchil
- Fernando Díaz de la Vega  Hecho

#### Guasave
- Juan Burgos Pinto  Hecho

#### Mazatlán
- José Ángel Pescador Osuna  Hecho